# Luis Lucena
Luis Lisart Tamarit (nació el 26 de junio de 1932 en plena calle Serranos de Valencia), más conocido como Luis Lucena, es un cantante español de canción española. También ha trabajado como actor en varias películas. Fue un artista muy popular y querido, con una voz clara y un estilo propio. Entre sus éxitos cabe destacar «Borracho», «Españolear», «Hermano» o «Mi mañica».

## Biografía
Es hijo de Luis Lisart y de Amparo Tamarit, y el tercero de cinco hermanos: tres mujeres y dos hombres. Artísticamente no había nadie en su familia que se hubiera dedicado a la profesión, aunque a su madre le gustaba cantar mientras se entregaba a las tareas del hogar, y dicen que lo hacía muy bien. Su padre trabajaba en la Telefónica, y los tiempos de la posguerra eran duros y había que echar una mano en casa. A la escuela fue hasta los doce años, siendo un mal estudiante: se aprendía antes las canciones de su admirada Concha Piquer que las lecciones del colegio. 
Después de unos traslados de su padre a Madrid y a Castellón, vuelven a Valencia y se pone a trabajar primero en una ebanistería y luego en una fábrica de vidrio. En esta última había un gran aficionado a la zarzuela y fue quien le animó a dar el primer paso en el mundo artístico. Luis tenía trece años y se fue a la academia del maestro Talón.Su primera intención era la de aprender baile pero fue el propio maestro quien le animó también a cantar después de ver las cualidades que tenía. Las clases costaban cien pesetas al mes pero el muchacho lo solucionó rápidamente, ya que logró ganar la misma cantidad recogiendo las escorias de la calefacción de la Telefónica. Al año siguiente logró sacarse el carné profesional, aunque tuvo que presentarse hasta tres veces: los nervios podían con él y en la tercera ocasión casi le vuelven a suspender pero finalmente consiguió un suficiente ya que el jurado intuyó que en el escenario se comportaría con más tranquilidad. La primera actuación contratada fue en Torrente; era un espectáculo de variedades, y los miembros de la compañía iban al tanto por ciento. Salieron a trece pesetas cada uno. Más adelante siguieron otras a veinticinco, a cincuenta y, por fin, a cien. Cuando llegó el momento de pensar en un nombre artístico se le ocurrió su nombre a raíz de una de las canciones de otra de las grandes figuras de la canción española, Antonio Amaya, «Doña Luz de Lucena», de ahí salió ese Luis de Lucena con el que se anunciaría durante los primeros años de su carrera hasta que la RCA le aconsejó que se quedara en Luis Lucena. 
A principios de los años 50 estuvo actuando por Valencia con un buen éxito: tanto es así que pronto se le fue considerando como figura de los espectáculos que se organizaban. Le ofrecieron un contrato para ir a Tánger y lo aceptó. Tenía una duración de quince días y estuvo siete años, con servicio militar incluido, que hizo en Ceuta. Su estilo completamente personal, aunque influenciado al comienzo de su carrera por cancioneros de la talla de El príncipe gitano, cautivó a un público mezcla de marroquí, francés y español. Al principio aunque no contaba con un propio repertorio de canciones propias, escritas por él, era habitual que cantara canciones como «La Sebastiana» o «Calle Ervira».
Luis recibió el primer galardón de toda su carrera de manos del propio rey Mohamed V: una pitillera con incrustaciones en oro que todavía guarda con mucho cariño. Vuelve a España y decide irse a Barcelona, debutando en El Molino. Un día se presentó un agente artístico y le ofreció la grabación de su primer disco con RCA Victor. Su primer disco fue una bomba en toda España: «Es mi niña bonita» (1962). El éxito dio paso a grabaciones casi ininterrumpidas (primero un EP por año y luego varios el mismo año hasta llegar a publicar un LP por año a finales de los 60) con canciones que sonarían frecuentemente en la radio, temas compuestos por él como «Vaya chófer», «Borracho», «Aniversario de boda» junto a versiones de «La Mamma» o de «Ma vie», etc. 
Luis Lucena se estaba haciendo un nombre en toda la geografía española, su quiebro de voz era reconocido y los contratos no le faltaban. Tenía y ha tenido siempre la suerte de escribirse sus propias canciones y eso favorecía la exclusividad de la predilección del público. Las grandes figuras montaban sus espectáculos para recorrer los teatros de toda España, y Luis consideró que era el momento de darse a conocer en persona y empezar a ganar su dinerito. Los principios fueron duros pero su popularidad iba en aumento y los llenos en los teatros también. Su primer espectáculo fue «Su majestad el Varieté». Le siguieron «Europa show» (1965), «Intocables y fugitivas» (1967), «Mujeres y yo» (1968), «Más mujeres y yo» (1969), «Las llevo todas» (1970), «Españolear» (1971), «Mujeres peligrosas», «El cuplé de ayer y de hoy». En los años 80 vuelve a las compañías tras siete años en los que solo se dedicó a hacer galas: «Así se canta» (1980), «Varietés 81» (1981),«Por los caminos de España» (1982) u «Otra vez estoy aquí» (1984-85). Curiosamente, y dado que había recibido clases de baile siendo joven, llegó a dirigir la coreografía de varios de sus espectáculos. 
Los discos no se hacían esperar, ya que cada año, a veces dos, salía al mercado un nuevo LP. Contaba Luis con la colaboración de los maestros Benito -fue quien mejores consejos le dio sobre su vida artística-, Ruiz de Padilla y López Marín, como más fijos. Casi quinientas canciones grabadas que le convirtieron en uno de los vendedores más destacados, según la Sociedad General de Autores. Prueba de ello son los tres discos de oro que esta misma Sociedad le entregó por sobrepasar las cantidades de ventas establecidas. También le entregaron el primer casete de oro que se dio en España -se lo entregó Rocío Jurado-. A las canciones ya citadas se podrían añadir títulos tan conocidos como «Mi mañica», «Por el camino de Loja», «Tengo una barca de plata», «Paquito el Chocolatero» y como buen valenciano la que dedicó a su Virgen de los Desamparados, «Chiqueta bonica», entre otras muchas. Fue de los primeros en cantar en  valenciano: «Esta melodia» (1968), «Fallera valenciana»  (1976) pero también cantó en gallego: «Teño morriña» (1974).
El cine también recurrió a su fama y aspecto de galán para que Estudios Balcázar le ofreciera un contrato de cinco años. La muerte de Balcázar hizo que su viuda desmontara los estudios y el contrato se fuese al traste -de entre las otras cuatro películas que no se rodaron, se pensó hasta en alguna con Rocío Jurado-. Cabe destacar su película «Españolear», de 1969, que fue muy bien acogida por su público. Tenía como base musical la canción del mismo título, que Luis Lucena había popularizado anteriormente. El Gobierno mexicano le concedió un premio de turismo por su gran difusión en el país. Años más tarde, en 1989, rodaría -de la mano de Antonio Ferrer- en Murcia «Borracho por tu amor», que era más videoclip que película -según palabras del propio Lucena.
Luis Lucena no quiso nunca cruzar el charco porque decía que sus «Américas» estaban en España. La recorrió entera durante varios años, tanto con sus espectáculos como en contratos en forma de galas. Sí viajó mucho por toda Europa donde los emigrantes lo solicitaban ininterrumpidamente con la gran Orquesta de Ortigueira "LOS TITANES"
Además del premio entregado por Mohamed V, Luis Lucena es poseedor de grandes distinciones: varios Olés, Medalla de Isabel la Católica, Premio Record Word al mejor intérprete masculino de canción española, varias T de Triunfador, Medalla de oro del Bataclán de París, así como distinciones y reconocimientos de todas las regiones de España, a las cuales visitó y cantó.
Luis Lucena ha sido una de las figuras más destacadas y quizá menos reconocidas dentro de la historia de la copla, estudiosos del género como el periodista Hilario López Millán han llegado a valorar la trayectoria del artista en unos tiempos, los años 70, en los que la copla no estaba tan bien vista y el supo revolucionar el género en la forma de vestir y también en la manera de cantar (aunque la variedad de géneros es algo evidente dentro de su discografía siempre que podía dejaba clara su predilección por la copla y se marcaba sus finales de canción demostrando ese quiebro de voz tan característico también en la copla). Aunque no llegó al estilo de vestir de compañeros de profesión como Antonio Amaya, Pedrito Rico, Tomás de Antequera o Rafael Conde el Titi (claves ejemplos de que dentro de la copla también había figuras  LGTB
que portaban unas vestimentas algo escandalosas para la época pero totalmente modernas, Luis Lucena sí demostró ser bastante más atrevido que otros cancioneros de la época y solo hay que ver fotografías y portadas de discos para ver su forma de vestir aunque con la madurez se volviera más clásico.
Luis Lucena quiso hacer como su admirada paisana doña Concha Piquer (a quién le dedicó una canción en 1982, Concha Española) y retirarse a tiempo, en alguna entrevista ha llegado a declarar eso de “una retirada a tiempo es un triunfo”. Era 2003 y una de sus últimas apariciones televisivas fue en el programa Todos con la copla, presentado por José Manuel Parada, ahí anunció su retirada definitiva (algo que ya llevaba anunciando desde mediados de los años 90). A partir de ese momento se ha prodigado bastante poco en la televisión, aunque tampoco se le dedica especial importancia a estas figuras relevantes de un género tan denostado y después querido como es la copla, pero sí ha aparecido en dos ocasiones en Cine de barrio (en 2005 y 2009) e Inés Ballester consiguió que reapareciera ante las cámaras en 2015 para el programa «Nuestro cine» de 13tv y charlar con él, en su casa, en la que, posiblemente, haya sido su última entrevista televisiva.
En abril de 2025 la Fundación Casa del Artista (FCA) le concedió el premio a Toda una vida, lo recogió en persona en una gala celebrada en el Teatro Principal de Valencia.

## Discografía
RCA
(EP)
- «Déjate de penas mambo», «Cha cha cha corazón», «Pachanga gitana», «Es mi niña bonita»
- «Tu cumpleaños», «Carnavalito español», «Morería», «Tus ojos verdes»
- «Aniversario de boda», «Vaya chófer», «Borracho», «No sé por qué te quiero»
- «La mamá», «Que no te quiera», «Ay, guarda pa cuando no hay», «Unos ojos embusteros»
- «La ciudad», «Fiesta flamenca», «El barco, la mar y el viento», «Nostalgia de mar»
- «Ma vie», «Mi novia y el teléfono», «Te fuiste»
- «El Cordobés», «La luna y el toro», «Hermano», «Pena y dolor»
- «Y después», «Pregón de los caramelos», «La madre de mi mujer», «Chiqueta bonica»
- «Navidades», «Te vas», «Viva lo español», «Carnavalito de amor»
- «Las Marías», «Pensaba», «Ladrón», «Tendrás»
- «Españolear», «Solo», «Pregonando boquerones», «Tengo el corazón cansío»
- «Mi mañica», «Qué bonito», «Linda canaria», «No hay que sufrir»
- «Ay niña hermosa», «Tengo celos», «El color», «Lo nuestro se terminó»
- «Gitano campero», «Hoy», «Te lo digo yo», «Ay mi Asturias»
- «Rosa de Huelva», «Caminando», «En la orillita del río», «Ojitos azules»
- «Navarrica», «Cantan», «El peregrino», «Campesina»
- «Cuando llegue Navidad», «Aleluya de amor», «Canción de cuna», «En el portal de Belén»
- «Pregúntaselo a Manué», «Tú te arrepentirás», «Marbella», «Por tu amor»
- «A la Virgen del Pilar», «Una copa de vino español», «El vino de Cariñena», «Noche de abril»
- «Madre santa y querida», «Si alguna vez», «Noche», «Dime»
- «Hermano», «Pena y dolor», «En Mallorca», «Mi pobre pequeño»

(LP)
- «Canciones de la película», «Españolear» (1969)
- «Canciones de ayer» (1969)
- «Jotas aragonesas» (1969)
- «Navarrica» (1969)
- «Una copa de vino español» (1970)
- «El Mohamed» (1971)
- «Si yo vuelvo de la guerra» (1972)
- «El amo» (1973)
- «El cascabel» (1974)
- «Bella España» (1974)
- «De nuestro amor» (1975)
- «Quiero bailar el tango» (1976)
- «Una canción de España» (1978)

(SINGLES)
- «Teño morriña / Dolores» (1974)
- «Oye / Y vaya una lotería» (1975)
- «Mi barquita se balancea / Esta rosa roja» (1975)
- «Veranito español / ¿Por qué sera?» (1976)
- «La Manga del Mar Menor / Mi molino» (1977)

Belter
- «Chiquinday» (1979)
- «Selección de oro» (doble LP) (1979)
- «Los grandes boleros de Luis Lucena» (1981)
- «Paquito el chocolatero» (1981)
- «Libertad» (1982)
- «Otra vez estoy aquí» (1984)

Divucsa
- «Jolines con la negra» (1989)

## Filmografía
- Españolear (1969)
- Borracho por tu amor» (1989)

- Datos: Q9025166